# PC-8801
O NEC PC-8801 foi um computador pessoal, fabricado pela Nippon Electric Company e lançado em 1981, era baseado em no processador 8 bits Zilog Z80.
Foi lançado em 1981 no Japão, onde se tornou muito popular, e mais tarde no Estados Unidos pela subsidiária americana, a NEC Home Electronics EUA, que comercializado variações do PC-8801 nos Estados Unidos.
Se tornou famoso no mundo inteiro, devido aos grandes títulos de jogos que foram lançados para o computador, como Super Mario Bros.
Foi descontinuado em 1989, com cerca de 17 modelos diferentes ao longo de 8 anos.